# Berberis diazii
Berberis diazii är en berberisväxtart som beskrevs av L.A. Camargo G.. Berberis diazii ingår i släktet berberisar, och familjen berberisväxter. Inga underarter finns listade i Catalogue of Life.